# Östergötland
Östergötland (em sueco: Östergötland;   OUÇA A PRONÚNCIA), raramente Gotalândia Oriental ou Ostrogócia (em latim: Ostrogothia), é uma província histórica da Suécia. 

Está situada no nordeste da região histórica da Gotalândia, e localizada entre o lago Vättern e o mar Báltico. 
Ocupa 2,4% do território da Suécia (9 979 km²) e tem 469 872 habitantes (2023).
Como província, não tem hoje funções administrativas, nem significado político, mas está presente em âmbitos históricos, culturais, escolares, turísticos e desportivos, como por exemplo em Östergötlands museum (Museu da Östergötland), Region Östergötland (Região Östergötland) e IF Metall Östergötland (Sindicato dos Metalúrgicos da Östergötland).

## Etimologia e uso
O topônimo Östergötland deriva provavelmente do nome dos Gotas (Götar), o povo que habitava a região nas cercanias do rio Gota, ao qual deu provavelmente o nome. A Östergötland seria assim a "Parte oriental da Terra dos Gotas". A província está registrada em sueco antigo como Østrægøtland no século XII, e como Østragøtland no século XIV.
| “                                       | Jac Erik ‧ Karlsson ‧ riddare forbiuder ider ‧ allom minom ‧ foghatom ‧ lænsmannom ‧ oc vmbutzmannom j Østragøtland | ” |
| — Duque Érico, Diplomatário Sueco, 1377 | |   |

Em textos em português costuma ser usada a forma original Östergötland, ocasionalmente transliterada para Ostergotland por adaptação tipográfica, e raramente a forma Gotalândia Oriental. 

| “ | Particularmente grave foi a cheia na província de Östergötland em agosto 1649… | ” |

## Província histórica e Condado atual
A província histórica da Östergötland constitui igualmente quase todo o Condado da Östergötland.

A Svealand
A Província histórica da Östergötland
O Condado da Östergötland

## História

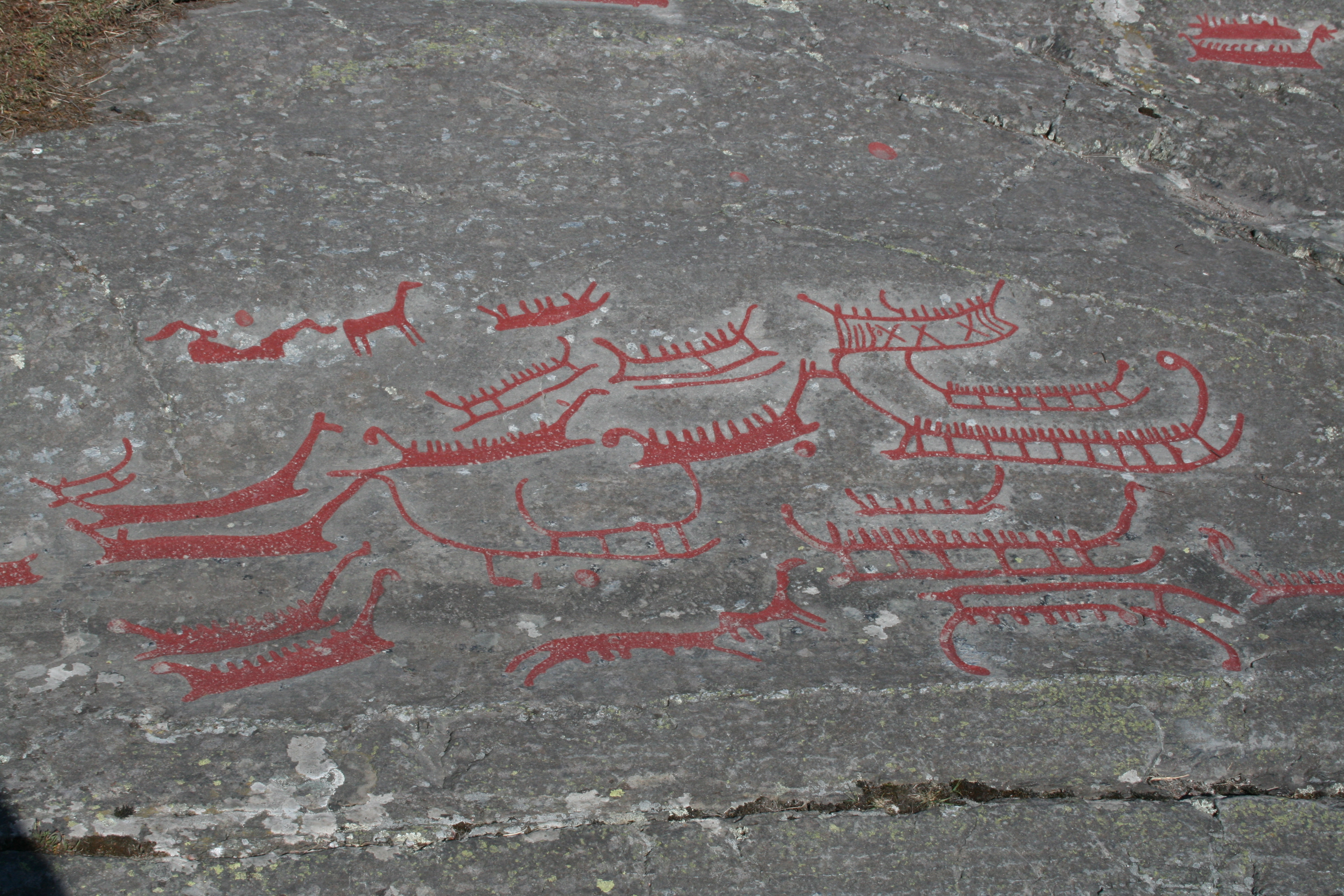
Gravuras pré-históricas em Himmelstalund, da Idade do Bronze, de há 3000 anos

A província é habitada desde a Idade da Pedra, como o atestam mais de 50 000 vestígios arqueológicos, assim como restos de construções de madeira e rastros de atividade agrícola de 2 000 a.C..
Na Era das Migrações Nórdicas, por volta de 500 d.C., foi um reino independente que resistiu a ataques dos suíones.
No dealbar da Idade Média, foi uma das unidades mais expressivas na formação da Suécia.
Nos séculos XII e XIII, foi base de duas casas reais - Suérquero e Bialbo. Com a vinda do cristianismo, a Igreja Católica consolidou seu poder, manifestado na criação do Bispado de Linköping no século XII.
Em Norrköping nasceu a primeira cidade industrial do país, no século XVII, com fábricas de têxteis, utilizando a energia do rio Motala.
Hoje em dia, é a cidade de Linköping que está na dianteira, com as suas indústrias de ponta, incluindo a fábrica de aviões da SAAB.

## Geografia

### Apresentação da província

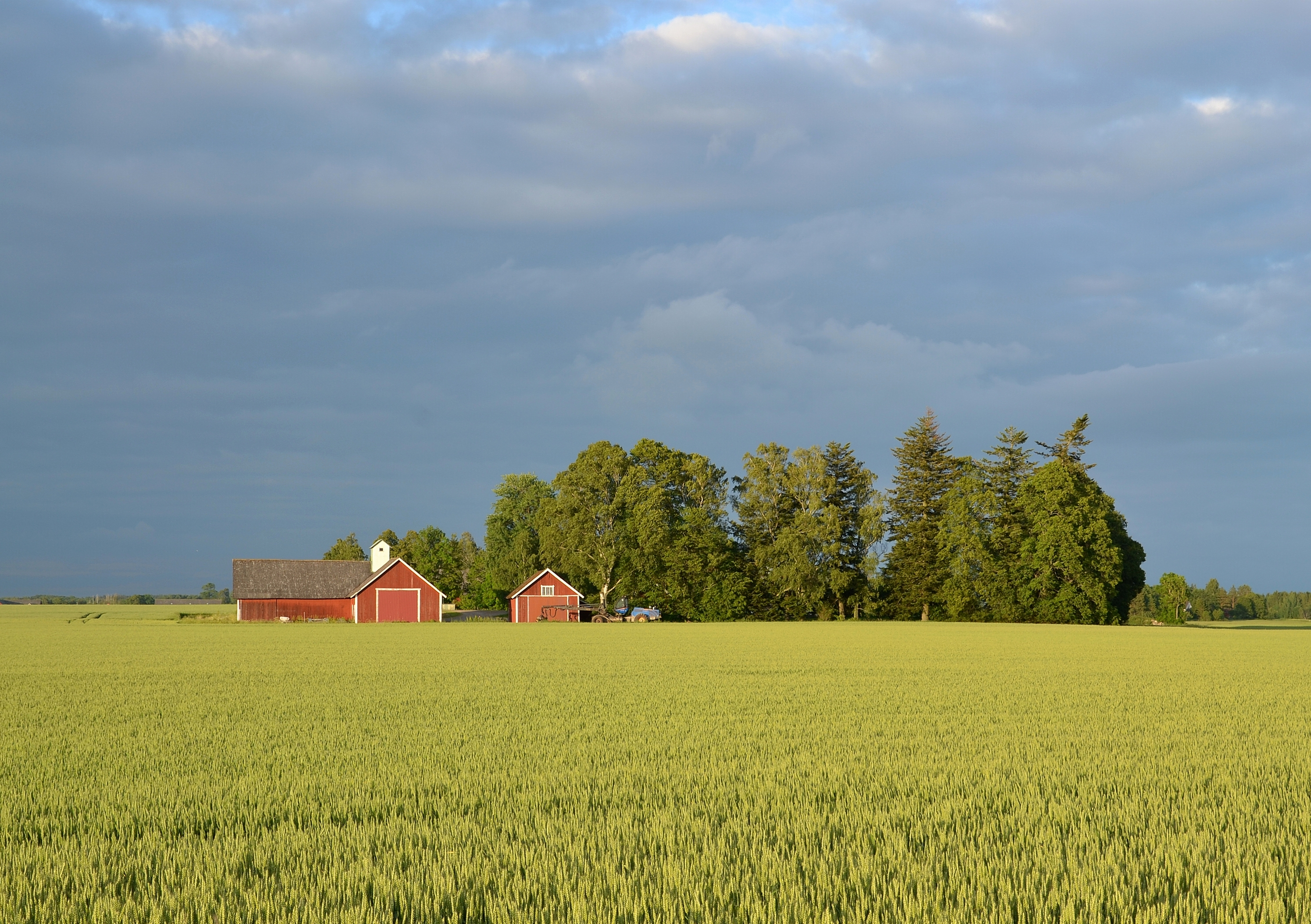
A Östergötland.

Localizada no sul da Suécia, a Östergötland é uma grande planície agrícola, em redor dos lagos Glan, Boren e Roxen, atravessada pelo canal de Göta, ligando o lago Vättern ao Mar Báltico.
 O seu litoral está salpicado por um arquipélago com milhares de ilhas.

A Östergötland está situada no sul da Suécia, entre o lago Vättern, a oeste, e o mar Báltico, a leste. É limitada a norte pelas províncias de Närke e Södermanland, a leste pelo Báltico, a sul pela Småland e a oeste pelo Vättern. Tem dimensão média - ca. 3% do país, com uma população de 459 589 habitantes - cerca de 4% do país.
É constituída por quatro regiões naturais: A parte central é a grande planície da Östergötland, com enormes culturas de ervilha amarela. A norte e a sul, as terras altas são cobertas por imensas florestas de pinheiros e abetos, ocupando 60% de sua área, com numerosos lagos e animais selvagens, como p. ex. alces e corças. No Báltico está o arquipélago costeiro com mais de 6 000 ilhas. Ao todo possui 2 100 lagos e 636 cursos d'água.
| - Limites: Norte – Närke e Södermanland, Leste – Mar Báltico, Sul – Småland, Oeste – Västergötland (Lago Vättern) - Condados: Östergötland - Baías - BråvikenSlätbaken - Lagos - cerca de 2 100; VätternSommenGlanBorenÅsunden - Cursos de água - 636; Motala strömSvartånRio Stångån - Canais - Canal de Göta - Montanhas - OmbergStenabohöjden - Arquipélago costeiro - 6 000 ilhas; Harstena - Cidades - LinköpingNorrköpingMotalaMjölbyFinspångVadstena |

### Maiores cidades
As três maiores cidades da província são Linköping, Norrköping e Motala.
| Nr | Nome        | População 2018 |
| -- | ----------- | -------------- |
| 1  | Linköping   | 111 267        |
| 2  | Norrköping  | 96 766         |
| 3  | Motala      | 31 385         |
| 4  | Mjölby      | 13 507         |
| 5  | Finspång    | 13 279         |
| 5  | Söderköping | 7 611          |
| 5  | Vadstena    | 5 764          |

## Comunicações

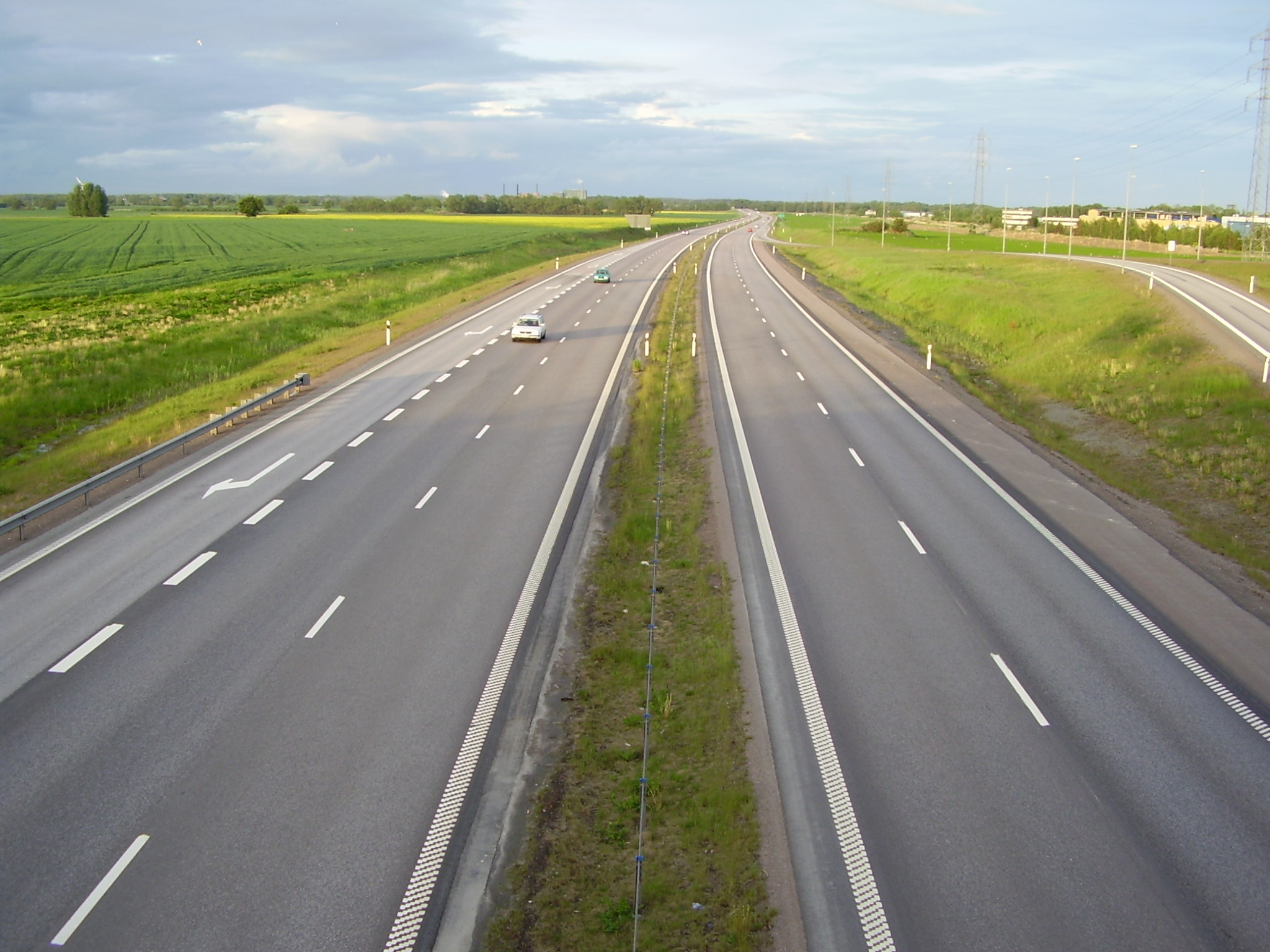
Estrada europeia E4, perto de Linköping

A província é atravessada diagonalmente na direção nordeste pela estrada europeia E4, da Småland até a Södermanland, e passando por Mjölby, Linköping e Norrköping. Várias estradas nacionais cruzam-na, entre as quais: 34 (Motala, Linköping) e 51 (Finspång, Norrköping).

## Património histórico, cultural e turístico
- Abadia de Vadstena[36]
- Abadia de Vreta[37]
- Canal de Gota[38]
- Canal de Kinda[39]
- Comportas de Berga[40]
- Convento de Alvastra[41]
- Catedral de Linköping[42]
- Castelo de Vadstena[43]
- Jardim Zoológico de Kolmården[44]
- Museu da Östergötland[45]
- Museu do Trabalho[46]
- Montanha de Omberga[47]
- Pedra de Rök[48]
- Lago Tåkern[49]

## Galeria

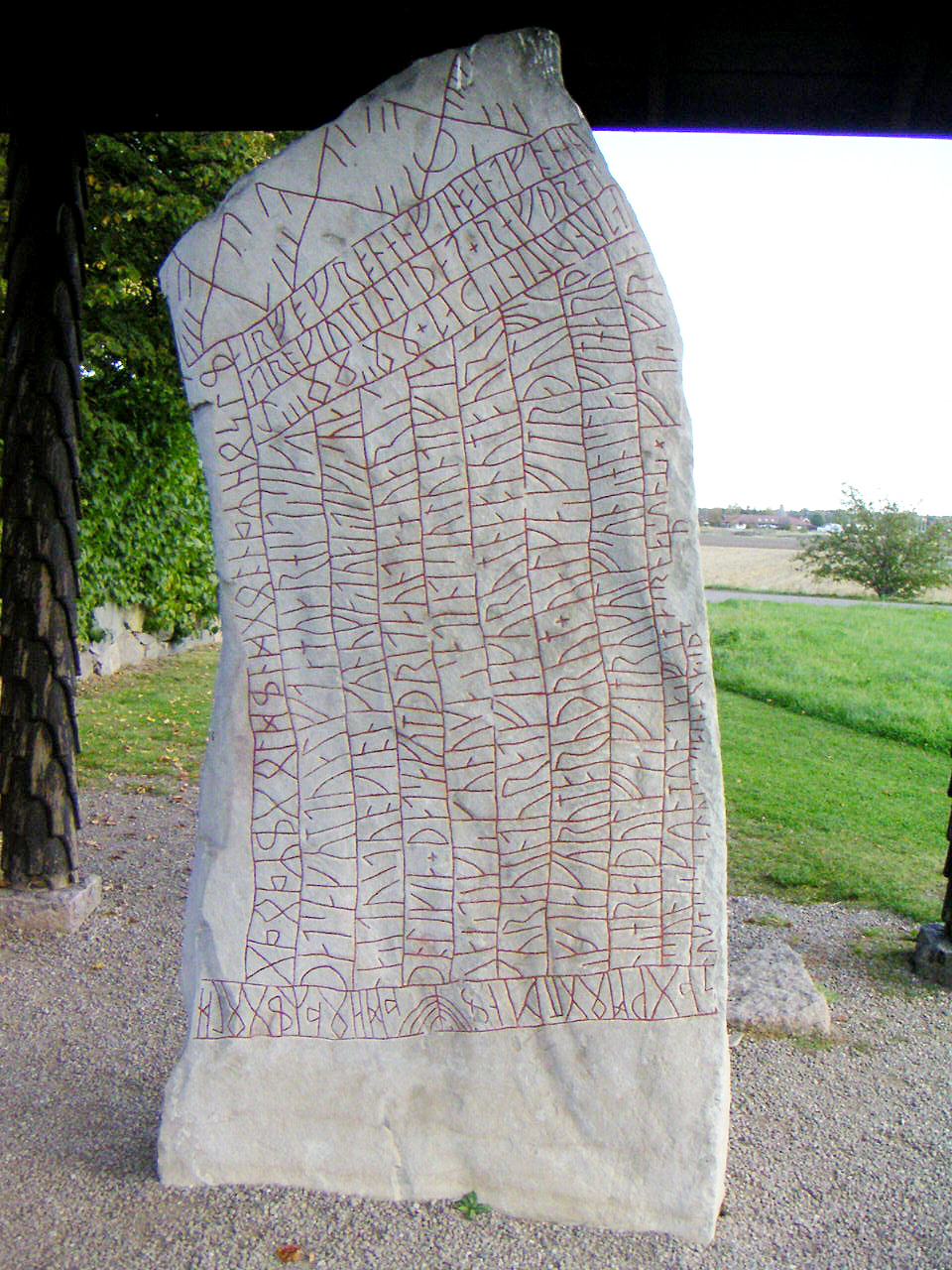
Pedra de Rök
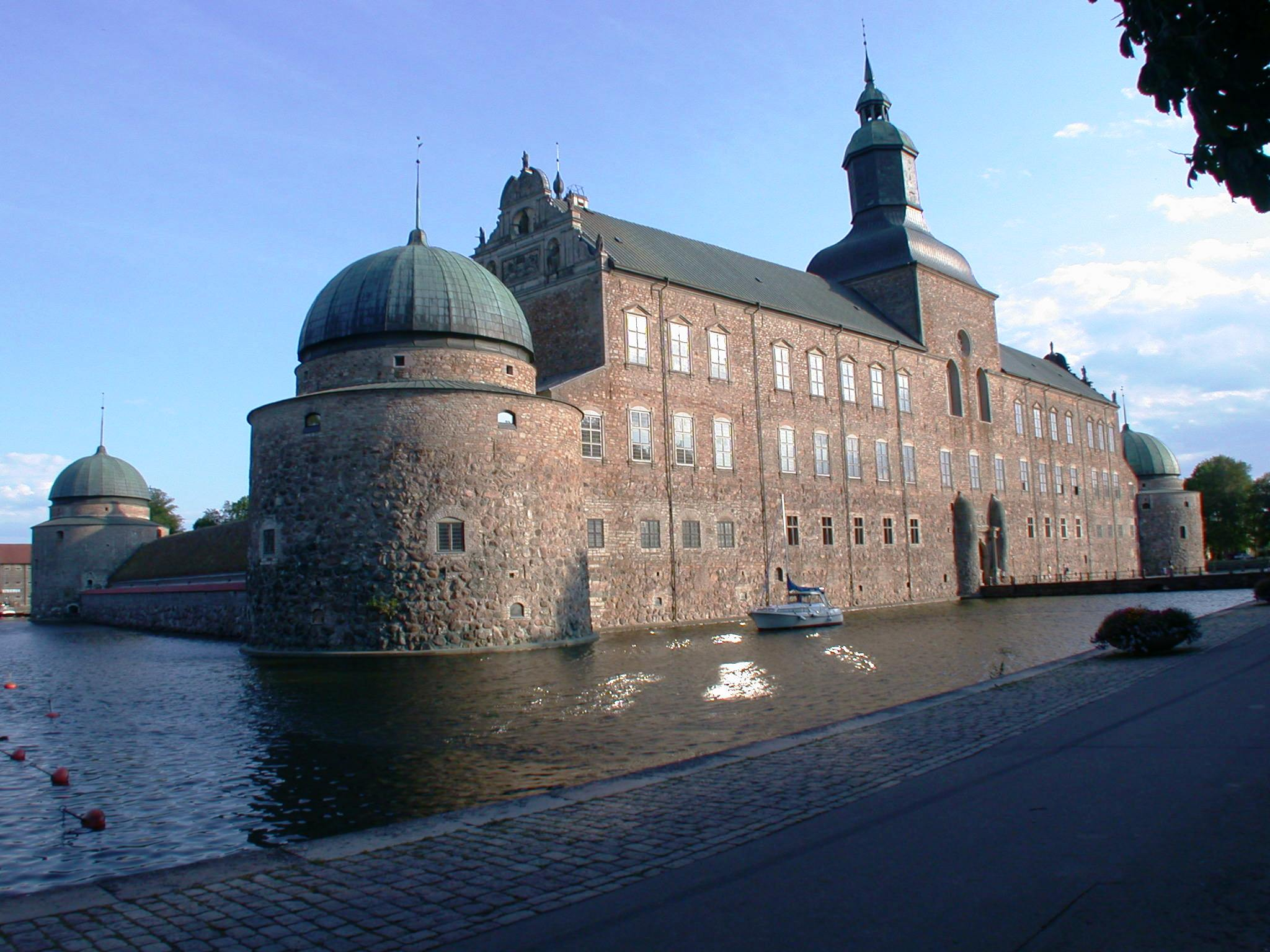
Castelo de Vadstena
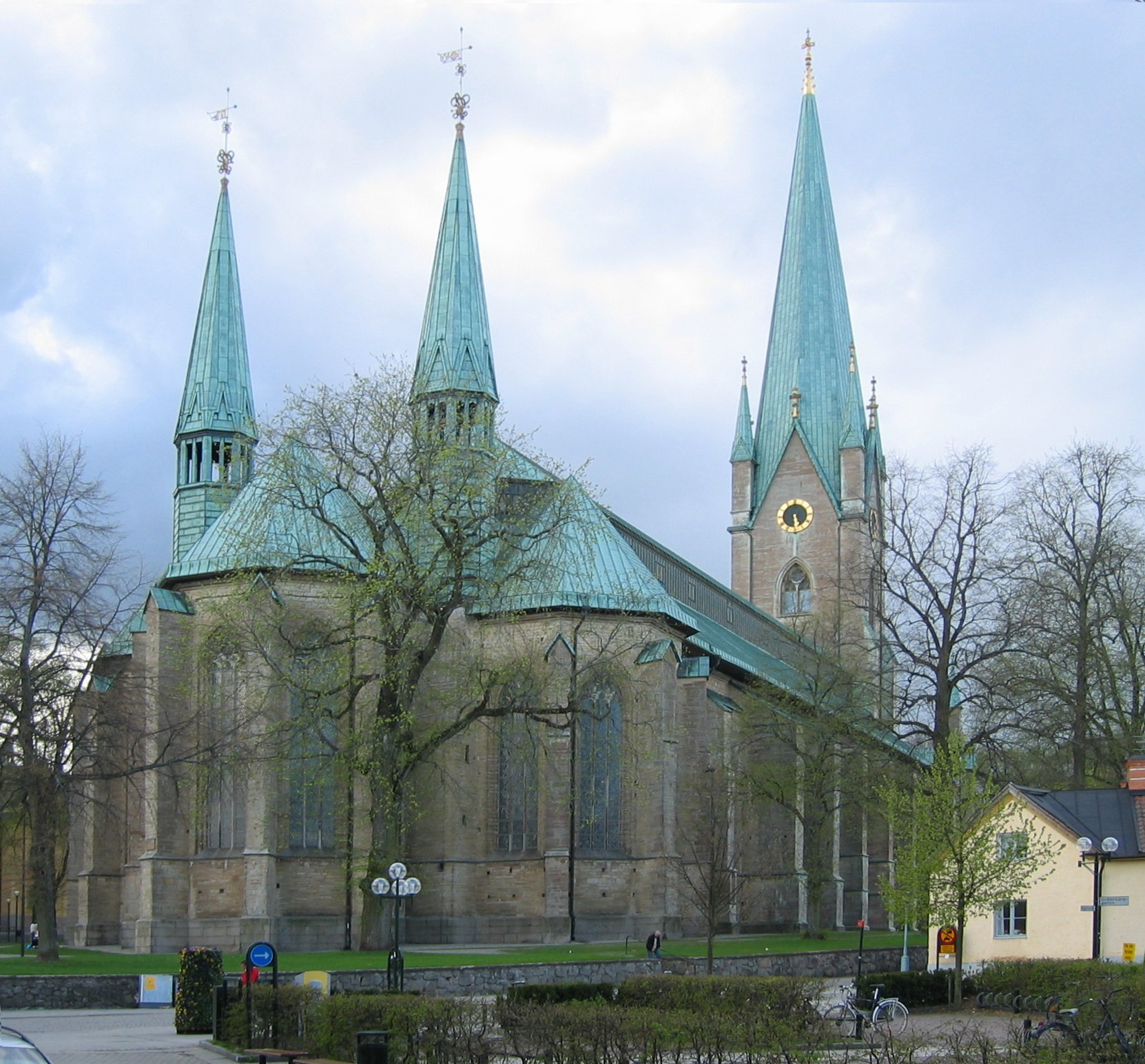
Catedral de Linköping
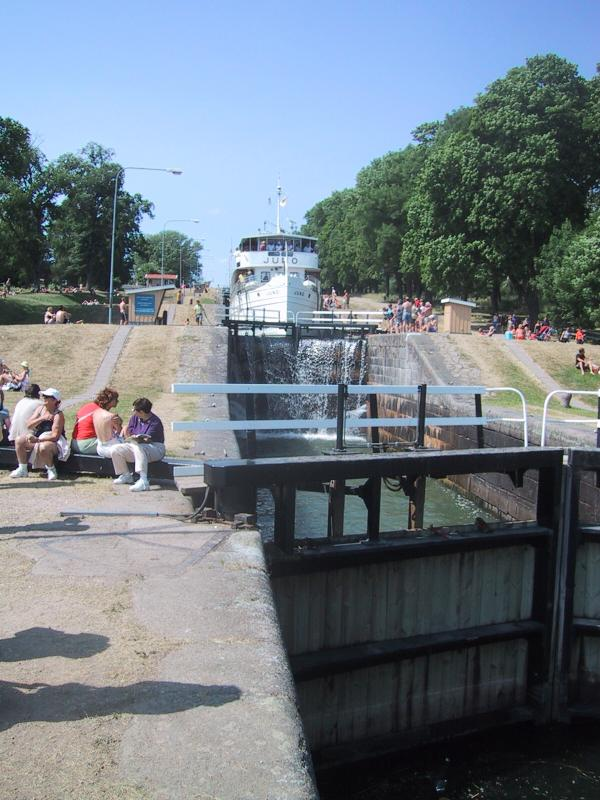
Canal de Göta
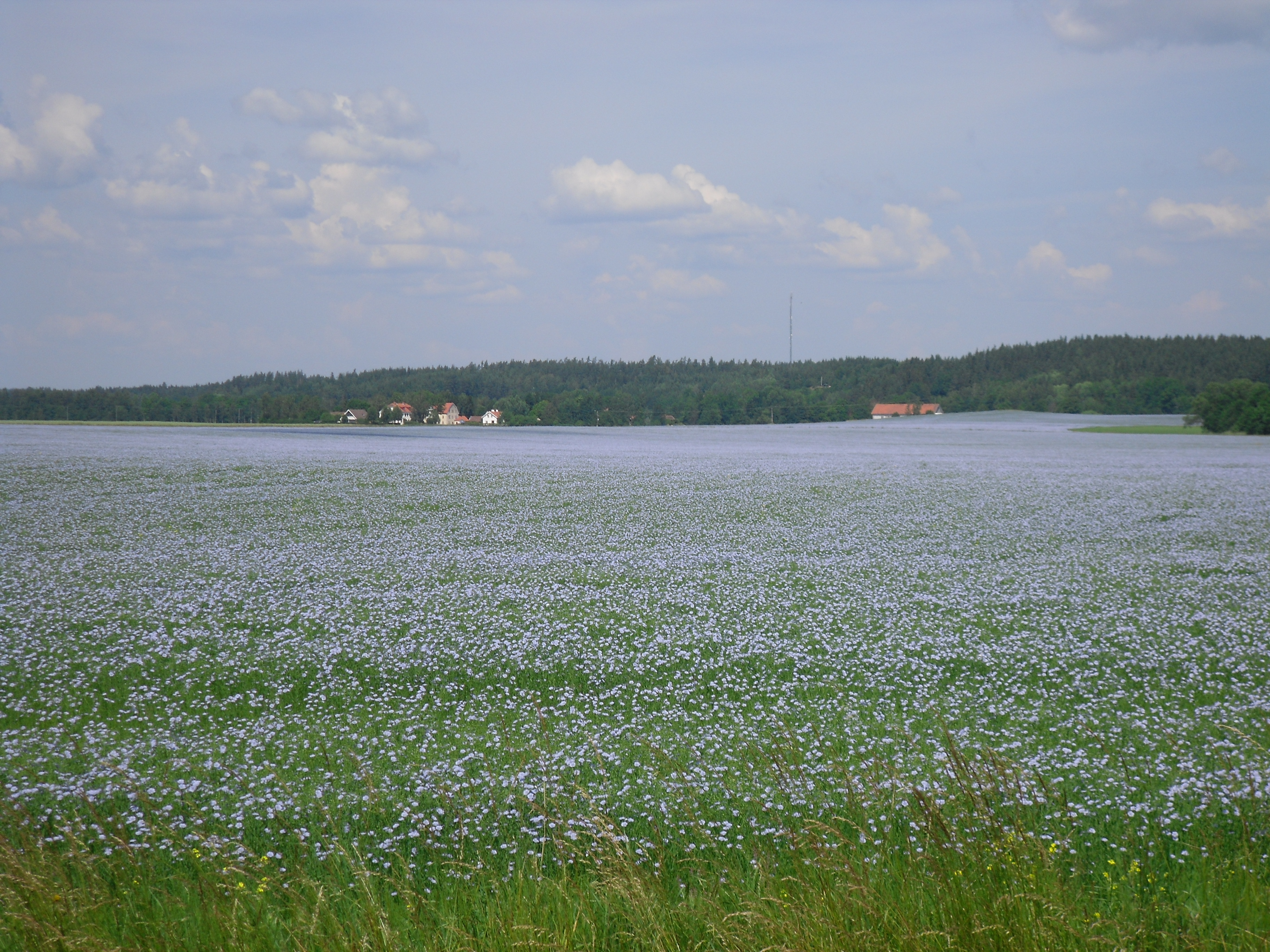
Planície Östgötaslätten - Cultura do linho
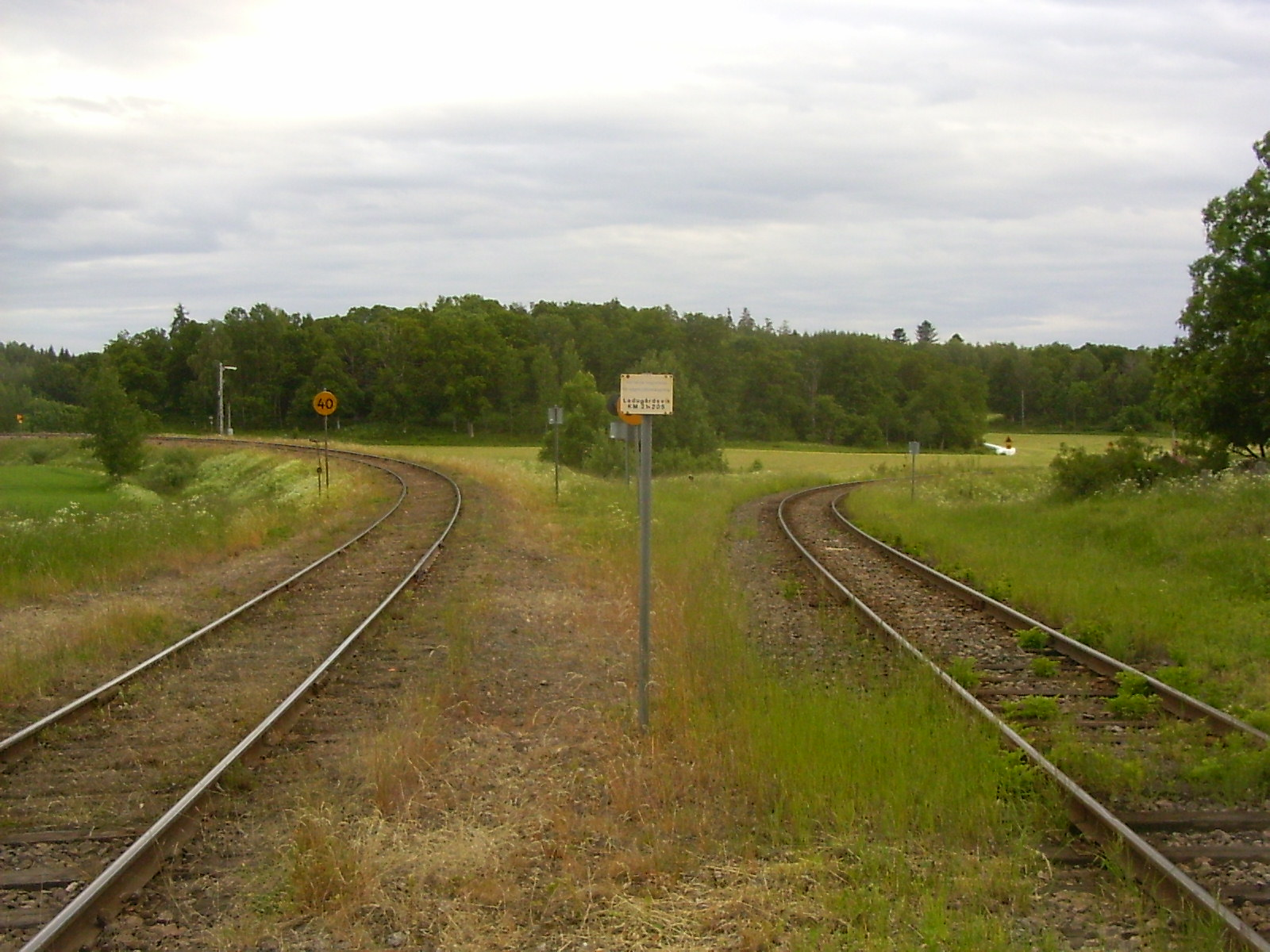
Duas ferrovias em Bjärka-Säby